# Vera Brežneva
Vera Brežneva (in russo Вера Брежнева?), pseudonimo di Vira Viktorivna Haluška (in ucraino Віра Вікторівна Галушка?; Dniprodzeržyns'k, 3 febbraio 1982), è una cantante, attrice e conduttrice televisiva ucraina, ex membro del gruppo VIA Gra.
Nel 2010 è stata eletta "Donna dell'anno più bella dell'Ucraina" dalla rivista Viva!. Vive e lavora in Russia e per sua stessa ammissione non si è mai considerata una cantante ucraina, in quanto il suo Paese non l'ha mai considerata tale e tutti i suoi brani sono composti in lingua russa. Inoltre, il suo primo concerto si è svolto a San Pietroburgo.

## Biografia

### Origini
Il padre di Brežneva lavorava nello stabilimento chimico di Dnieper, mentre la madre Tamara, laureata in medicina, lavorava nello stesso impianto. Ha tre sorelle: una maggiore (Galina) e due gemelle minori (Nastja e Vika). Ha due figlie: Sofia, nata nel 2001, e Sarah, nata nel 2009.
Fin dall'infanzia è stata coinvolta in sport, danza e studio in una scuola di musica. Ha studiato inglese con un tutor.
È laureata presso il dipartimento di corrispondenza dell'Istituto di ingegneri ferroviari di Dnipropetrovsk, specializzata in economia.

### Carriera
Nel novembre 2002 è stata invitata a un casting del gruppo VIA Gra al posto di Alëna Vinnickaja, che ha superato la donna bionda dagli occhi blu. Nel gennaio 2003 VIA Gra è apparso nella formazione aggiornata: Nadija, Anna e Vera. 
Come membro del gruppo, Brežneva ha attraversato molti eventi: l'amore del pubblico, i successi delle canzoni, numerosi premi e numerosi cambiamenti nella composizione. Dopo il matrimonio nel novembre del 2006 è andata in congedo a tempo indeterminato nel luglio 2007, decidendo di dedicarsi alla sua famiglia.
Successivamente ha intrapreso la carriera solista televisiva e musicale, pubblicando musica in lingua russa e conducendo alcune trasmissioni televisive in Russia. Ha inoltre ottenuto alcuni ruoli cinematografici, recitando in film come Love in the Big City e Ёlki.
Nel marzo 2019, durante un'intervista, ha dichiarato di non considerarsi una cantante ucraina.

## Vita privata
Nel novembre del 2006 ha sposato l'uomo d'affari ucraino Michail Kiperman, figlio di Jurij Kiperman, proprietario di Optima Telecom. Poco dopo la coppia ha divorziato.
Dal 22 ottobre 2015 è moglie del produttore Konstantin Meladze.

## Discografia

### Solista
Album in studio
- 2010 – Ljubov' spasët mir
- 2015 – Ververa

Album dal vivo
- 2021 – Ticho

EP
- 2020 – V
- 2023 – Djakuju

## Filmografia parziale
- Soročinskaja jamarka, regia di Samën Gorov (2004)
- Love in the Big City, regia di Marjus Vajsberg (2009)
- Love in the Big City 2, regia di Marjus Vajsberg (2010)
- Ёlki, regia di Timur Bekmambetov, Aleksandr Vojtinskij, Dmitrij Kiselёv, Aleksandr Andrjuščenko e Jaroslav Čeroževskij (2010) – cameo
- Ёlki 2, regia di Dmitrij Kiselёv, Aleksandr Baranov e Aleksandr Kott (2011) – cameo
- Džungli, regia di Aleksandr Vojtinskij (2012)
- Love in the Big City 3, regia di David Dodson e Marjus Vajsberg (2013)
- 8 lučščich svidanij (8 Best Dates), regia di Marjus Vajsberg (2015)
- Bėnder: Zoloto imperii, regia di Igor' Zajcev (2021)
- Bėnder: Poslednjaja afera, regia di Igor' Zajcev (2021)